# Graham Briggs
Pour les articles homonymes, voir Briggs.
Graham Briggs, né le 14 juillet 1983 à Oakworth, est un coureur cycliste britannique.

## Palmarès et résultats

### Palmarès par année
- 2001
  - 3e du championnat de Grande-Bretagne sur route juniors
- 2004
  - Paris-Évreux
- 2008
  - Jock Wadley Memorial
  - Otley Grand Prix
- 2011
  -  Champion de Grande-Bretagne du critérium
- 2012
  - Sheffield Grand Prix
  - 2e du Colne Grand Prix
- 2013
  - 2e du Sheffield Grand Prix
- 2014
  - Tour du Loir-et-Cher :
    - Classement général
    - 3e étape

  - Colne Grand Prix
  - 2e de l'Eddie Soens Memorial
  - 3e du championnat de Grande-Bretagne du critérium
  - 3e du Beverley Grand Prix
- 2015
  - Chepstow Grand Prix
  - 2e du championnat de Grande-Bretagne du critérium
- 2016
  - Colne Grand Prix
- 2017
  - 2e du Jock Wadley Memorial
  - 3e du Ryedale Grand Prix
- 2018
  - Ryedale Grand Prix

### Classements mondiaux
| Année            | 2008  | 2009 | 2010 | 2011 | 2012 | 2013 | 2014 | 2015 | 2016 |
| ---------------- | ----- | ---- | ---- | ---- | ---- | ---- | ---- | ---- | ---- |
| UCI Europe Tour  | 1077e |      |      |      |      |      | 234e | 953e | 926e |
| UCI Oceania Tour |       |      |      |      |      |      | 23e  |      |      |